# HR 8799 c
HR 8799 c — экзопланета, обнаруженная 13 ноября 2008 года в созвездии Пегаса у переменной звезды HR 8799.

## Физические характеристики
HR 8799 c находится на расстоянии 129 световых лет от Солнца. Эксцентриситет орбиты неизвестен. Большая полуось орбиты ~ 38 а. е.. Период вращения ~ 190 лет. Радиус ~ 1.3 радиуса Юпитера. Масса ~ 10 масс Юпитера. Температура на поверхности планеты ~ 1090 K.

## История открытия
HR 8799 c была открыта в 2008 году командой учёных Герцбергского института астрофизики методом наблюдений в инфракрасном диапазоне. Орбита экзопланеты находится непосредственно в пределах пылевого диска этой звезды (наподобие нашего Пояса Койпера).

## Спектр HR 8799 c
В 2010 году удалось зарегистрировать спектр экзопланеты HR 8799 c — первое подобное событие в истории планетологии. Снимок был получен с помощью телескопа VLT, находящегося в Чили и принадлежащего Европейской южной обсерватории. HR 8799 c представляет собой горячий юпитер с массой, превосходящей массу Юпитера в 10 раз. Температура внешних слоёв атмосферы планеты оценивается приблизительно в 800 °C. Благодаря полученному спектру удалось определить состав атмосферы, и оказалось, что он отличается от теоретически предсказанного.
Спектр HR 8799 c показывает присутствие аммиака, возможно — некоторого количества ацетилена, но не содержит ожидавшиеся метан и углекислый газ. Также, атмосфера содержит воду и угарный газ (монооксид углерода). Наличие воды и отсутствие метана в атмосфере HR 8799 c было подтверждено инфракрасным спектрографом NIRSPEC, установленным на телескопе Кек II в обсерватории Кека.